# Глущенко Анатолій Павлович
Анатолій Павлович Глущенко (нар. 28 січня 1939 — ?) — український радянський діяч, новатор сільськогосподарського виробництва, тракторист колгоспу «Рассвет» Ясинуватського району Донецької області. Депутат Верховної Ради УРСР 7-го скликання.

## Біографія
З 1960-х років — тракторист колгоспу «Рассвет» села Новоселівка Перша Ясинуватського району Донецької області.
Потім — на пенсії у селі Новоселівка Перша Ясинуватського району Донецької області.

## Нагороди
- ордени
- медалі